# لي هوي
لي هوي (بالصينية: 李辉) (12 فبراير 1960 ببكين في الصين - ) هو مدرب كرة قدم ولاعب كرة قدم صيني في مركز الهجوم، شارك في دورة الألعاب الآسيوية 1986. وشارك مع منتخب الصين لكرة القدم. أما مع النوادي، فقد لعب مع نادي بكين سينوبو غوان وSpVgg Bayreuth ‏.

## وصلات خارجية
- لي هوي على موقع ناشيونال فوتبول تيمز (الإنجليزية)
- لي هوي على موقع أوليمبيديا (الإنجليزية)